# عبد الله حسن الناخبي
عبد الله حسن الناخبي سياسي يمني وقيادي في الحراك الجنوبي وعضو مؤتمر الحوار الوطني الشامل ، وُلد عام 1958م في يافع بمحافظة أبين. تم انتخابه في 2005 عضوا في اللجنة المركزية للحزب الإشتراكي اليمني. عقب اندلاع الاحتجاجات المطالبة بالانفصال في جنوب اليمن في العام 2007 تم اختياره أمينا عاما للمجلس الأعلى للحراك الجنوبي ، قبل أن يتم استبداله في 2011 بسبب تصريحاته التي أثارت غضب قيادات جنوبية على خلفية انضمامه للثورة الشبابية وتغيير موقفه من الانفصال مع الشمال .

## وفاته
توفى في 29 فبراير 2016م بينما كان يتلقى العلاج في أحد مستشفيات الهند.